# ديف توماس (لاعب كرة قدم)
ديف توماس (بالإنجليزية: Dave Thomas)‏ (6 يوليو 1917 في المملكة المتحدة - 30 مارس 1991 في المملكة المتحدة) هو لاعب كرة قدم بريطاني (وحمل سابقاً جنسية المملكة المتحدة لبريطانيا العظمى وأيرلندا) في مركز الهجوم. لعب مع نادي برينتفورد ونادي بليموث أرجايل ونادي غيلينغهام ونادي واتفورد وSittingbourne F.C. ‏ ونادي رومفورد ‏.

## وصلات خارجية
- ديف توماس على موقع قاعدة بيانات كرة القدم.إي يو (الإنجليزية)